# Akihiro Hyōdō
Akihiro Hyōdō (兵働 昭弘?, Hyōdō Akihiro; Chiba, 12 maggio 1982) è un ex calciatore giapponese, di ruolo centrocampista.